# Aulacophora bipartita
Aulacophora bipartita is een keversoort uit de familie bladkevers (Chrysomelidae). De wetenschappelijke naam van de soort werd in 1888 gepubliceerd door Joseph Sugar Baly.